# Issiaka Cissé
Issiaka Cissé (20 september 1991) is een Ivoriaans wielrenner. In 2012 en 2013 maakte hij deel uit van het opleidingsprogramma van de UCI.

## Overwinningen
2012
2e etappe Ronde van Kameroen
Bergklassement Ronde van Kameroen
Jongerenklassement Ronde van Burkina Faso
2013
Ronde van Ivoorkust
3e en 4e etappe GP Chantal Biya
Punten- en bergklassement GP Chantal Biya
3e etappe Ronde van Burkina Faso
2014
Ronde van Ivoorkust
2016
5e etappe Ronde van Ivoorkust
2018
6e etappe Ronde van Kameroen
3e, 4e en 5e etappe Ronde van Ivoorkust
Eindklassement Ronde van Ivoorkust
3e etappe GP Chantal Biya
2019
3e etappe Ronde van Kameroen
2021
4e etappe Ronde van Burkina Faso
2024
6e en 9e etappe Ronde van Kameroen